# Borsbeke
Borsbeke is een dorp in de Belgische provincie Oost-Vlaanderen en een deelgemeente van Herzele, het was een zelfstandige gemeente tot aan de gemeentelijke herindeling van 1977. Borsbeke is gelegen in de Denderstreek, aan de Molenbeek. Het dorp is de thuisbasis van voetbalclub KVC De Toekomst in multisportpark De Vrede.

## Geschiedenis
De naam Borsbeke is afgeleid van Bursitbace wat een samenvoeging is van Bursitja, stekelig struikgewas en beek. Borsbeke werd voor het eerst vermeld in 870 (9e eeuw) in een oorkonde van de Gentse Sint-Pietersabdij.

## Demografische ontwikkeling
- Bronnen:NIS, Opm:1831 tot en met 1970=volkstellingen; 1976 = inwoneraantal op 31 december

## Bezienswaardigheden
Borsbeke is sterk verbonden met Sint-Antonius. De 17e-eeuwse kerk staat daar symbool voor. In de middeleeuwen moesten misdadigers van de Gentse schepen te voet naar deze plaats komen, ter boetedoening voor hun daden.
De verering van Sint-Antonius vindt men nu nog terug in de jaarlijks terugkerende paardenommegangen, waarbij de paarden worden gezegend door de plaatselijke Diaken. Ook de jaarlijkse kermis in januari wordt aan hem gewijd, Sint-Antonius zijn naamdag was immers 17 januari, de kermis begint de eerste zondag na 17 januari.

### Sint-Antoniuskerk
De kerk werd in 1659 gebouwd in laatgotische stijl. In 1694 brandde de vieringtoren af, die spoedig heropgebouwd werd. In 1774 werden de twee zijbeuken toegevoegd.
De Sint-Antoniuskerk is een kruiskerk, voorheen omringd door een ommuurd kerkhof, waarvan enkel de kerkhofmuur ten zuiden en ten westen van de kerk bewaard is gebleven.
In 1902 vond er een grondige opknapbeurt plaats o.l.v. de architect Jules Goethals, hiervan zijn de gegevens terug te vinden op de gedenksteen in het portaal.
Er bevindt zich een graftombe uit 1773-1774, in het zuidelijke zijaltaar, geconstrueerd door Frans Somers. Deze beeldhouwer was tevens verantwoordelijk voor de beelden van Sint-Rochus en Sint-Adrianus, en twee reliëfs uit het leven van Sint-Antonius.
Ook bevindt er zich een 17e-eeuws beeld van Sint-Antonius, eigenlijk afkomstig uit de kapel in de Sint-Antoniusdreef, een biechtstoel uit 1685, een 17e-eeuwse doopvont en een classicistische preekstoel uit het laatste kwart van de 18e eeuw.
Het schilderij van het hoofdaltaar is ‘De aanroeping van Sint-Antonius’, door Gaspar de Crayer. Tevens bevindt er zich in de kerk de ‘Tenhemelopneming van Maria’, door Nicolas de Liemaeckere, uit 1686, en de ‘Graflegging’ door Antoon van den Heuvel uit 1637.
De kruisweg werd door J.B. Van Eycken gemaakt rond 1850.

## Geografie
Borsbeke ligt in het dal gevormd door de Molenbeek, het hoogste punt ligt op de grens met Sint-Lievens-Houtem. Vanop de Balei is het bij helder weer mogelijk om de torens van Gent te zien.

## Streekproduct
Bakkerij De Smet in Borsbeke maakte vroeger Borsbeekse speculoos. Dit streekproduct wordt nu verkocht in talrijke verkooppunten.

## Verkeer
Borsbeke is rustig maar toch goed bereikbaar gelegen. De belangrijkste verkeersader is de Provincieweg (N46), welke in rechtstreeks leidt naar de N42 in Zottegem en anderzijds de E40 in Erpe-Mere.

### Openbaar vervoer
Borsbeke deelt een stopplaats met Ressegem, genaamd station Terhagen. Het station is vernoemd naar het gehucht Terhagen omdat spoor 1 op het grondgebied van Borsbeke ligt en spoor 2 op dat van Ressegem.
|       | Nummer | Info                                                      |
| ----- | ------ | --------------------------------------------------------- |
| Bus   | 91     | Rijdt meestal om het uur, 3 haltes per richting op de N46 |
|       | 385    | Belbus, heeft in vele straten een halte                   |
|       | 390    | Belbus, heeft in vele straten een halte                   |
| Trein | S3     | Elk uur in beide richtingen                               |
|       | S8     | Elk uur in beide richtingen, niet in de zomervakantie     |

## Afbeeldingen

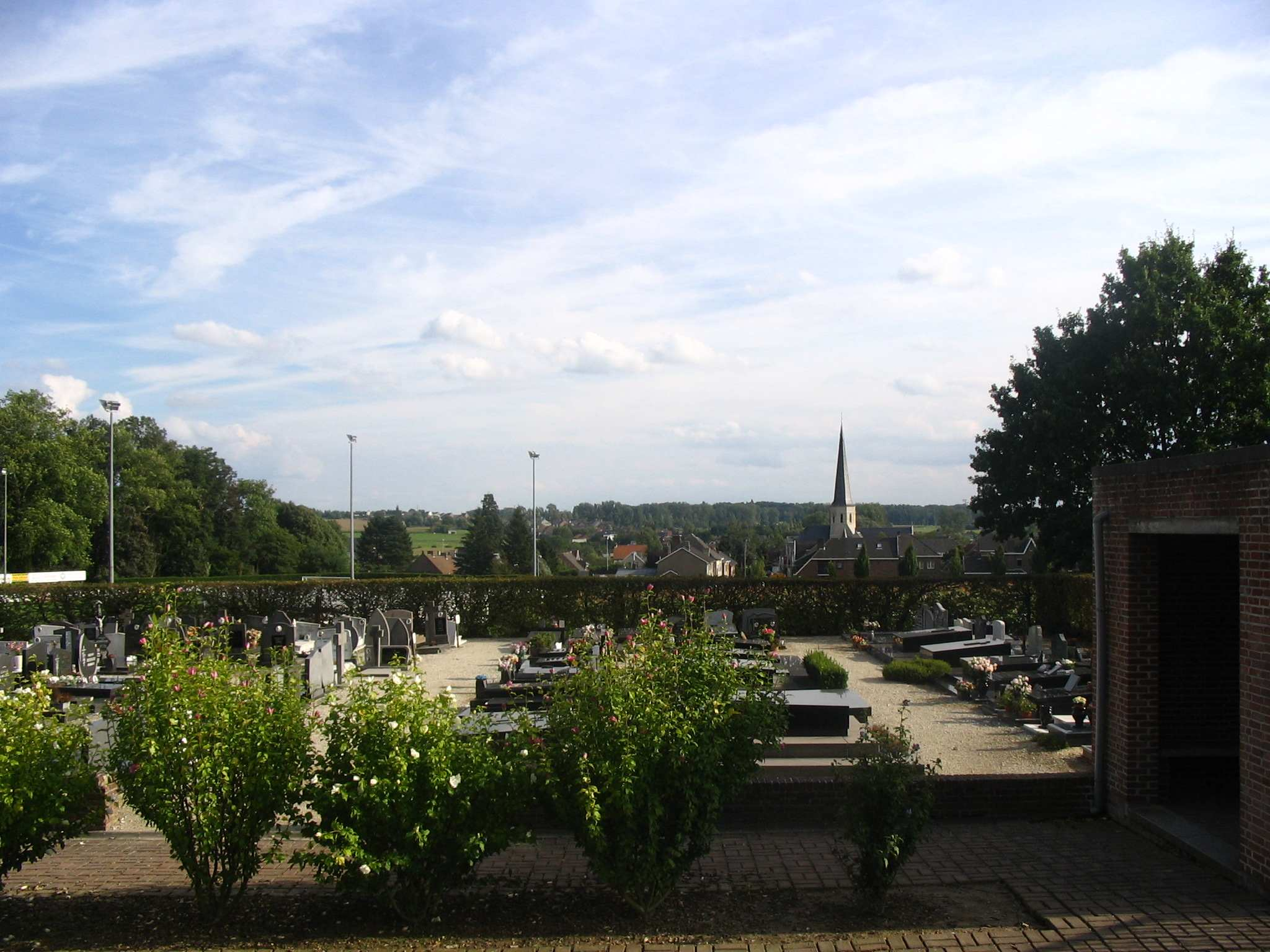
Het kerkhof van Borsbeek
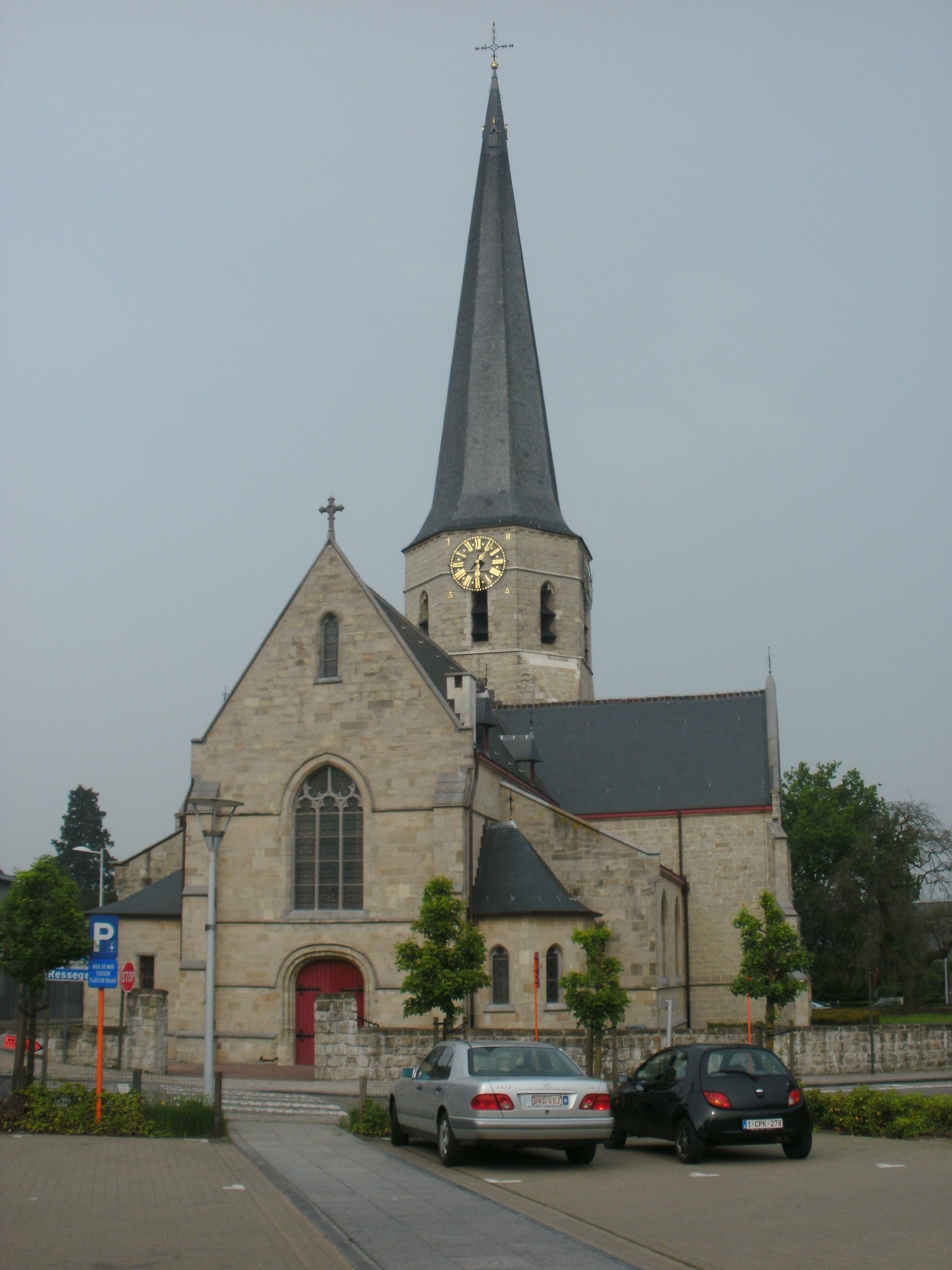
De kerk van Borsbeke
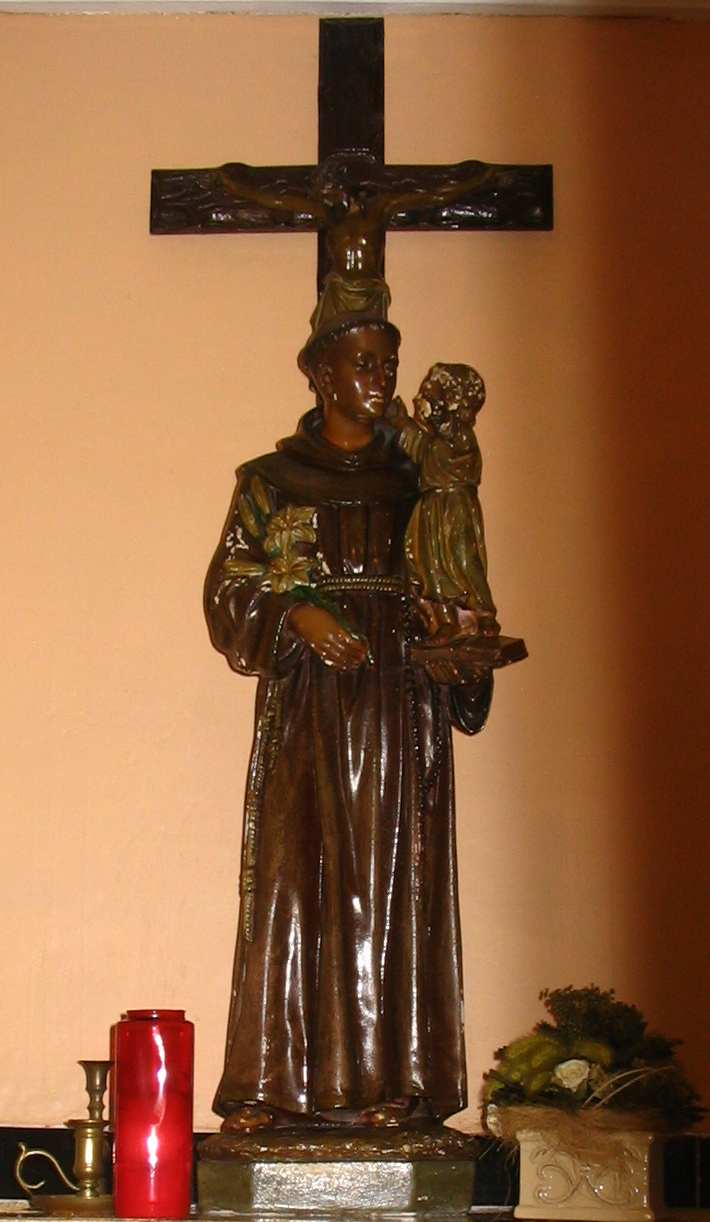
Sint-Antonius in de kapel van Borsbeke
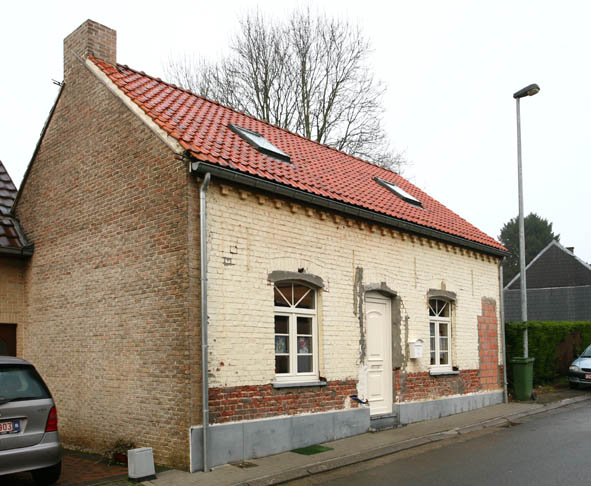
Een arbeidershuisje in de Wijteveldstraat
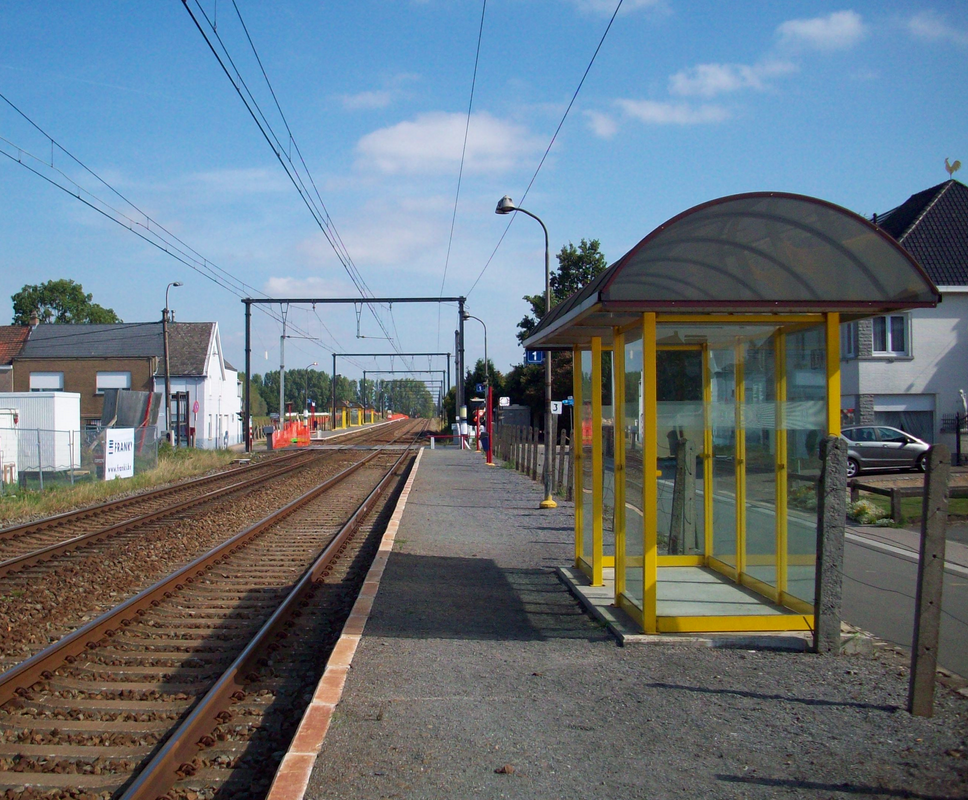
Station Terhagen, een stopplaats op de grens van Borsbeke en Ressegem

Deelgemeenten: Borsbeke · Herzele · Hillegem · Ressegem · Sint-Antelinks · Sint-Lievens-Esse · Steenhuize-Wijnhuize · Woubrechtegem

Belgische gemeenten · Arrondissement Aalst · Oost-Vlaanderen · Vlaanderen